# ارمک عباس‌آبادی
ارمک عباس‌آبادی (نام علمی: Ephedra holoptera) نام یک گونه از سرده ارمک است..